# 伊格爾克里克科勒尼 (蒙大拿州)
伊格爾克里克科勒尼（英語：Eagle Creek Colony）是位於美國蒙大拿州利伯蒂縣的普查規定居民點。

## 人口
根據2020年美國人口普查的數據，伊格爾克里克科勒尼的面積為1.04平方千米，皆為陸地。當地共有人口164人，而人口密度為每平方千米157.69人。